# 김용한 (1929년)
김용한(金容瀚, 1929년 4월 8일 ~ 1983년 10월 9일, 전북 남원)은 대한민국의 전직 공직자이다. 1983년 아웅 산 묘역 폭탄테러사건으로 순직하였다.

## 학력
- 남원용성고등학교
- 서울대학교 경제학과 졸업 (경제학 학사)
- 서울대학교 경제학과 대학원 졸업 (경제학 석사)

## 경력
- 경제기획원 기업예산과장
- 경제기획원 예산총괄과장
- 경제기획원 경제기획국 투자과장
- 경제기획원 예산국 예산심의관
- 경제기획원 물가정책국장
- 경제기획원 예산실장
- 과학기술처 차관

| 전임 이응선 | 제4대 과학기술처 차관 1982년 1월 5일 ~ 1983년 10월 9일 | 후임 조경목 |